# Johannes de Mare
Johannes de Mare (1806-1889) est un artiste peintre et graveur néerlandais.

## Biographie

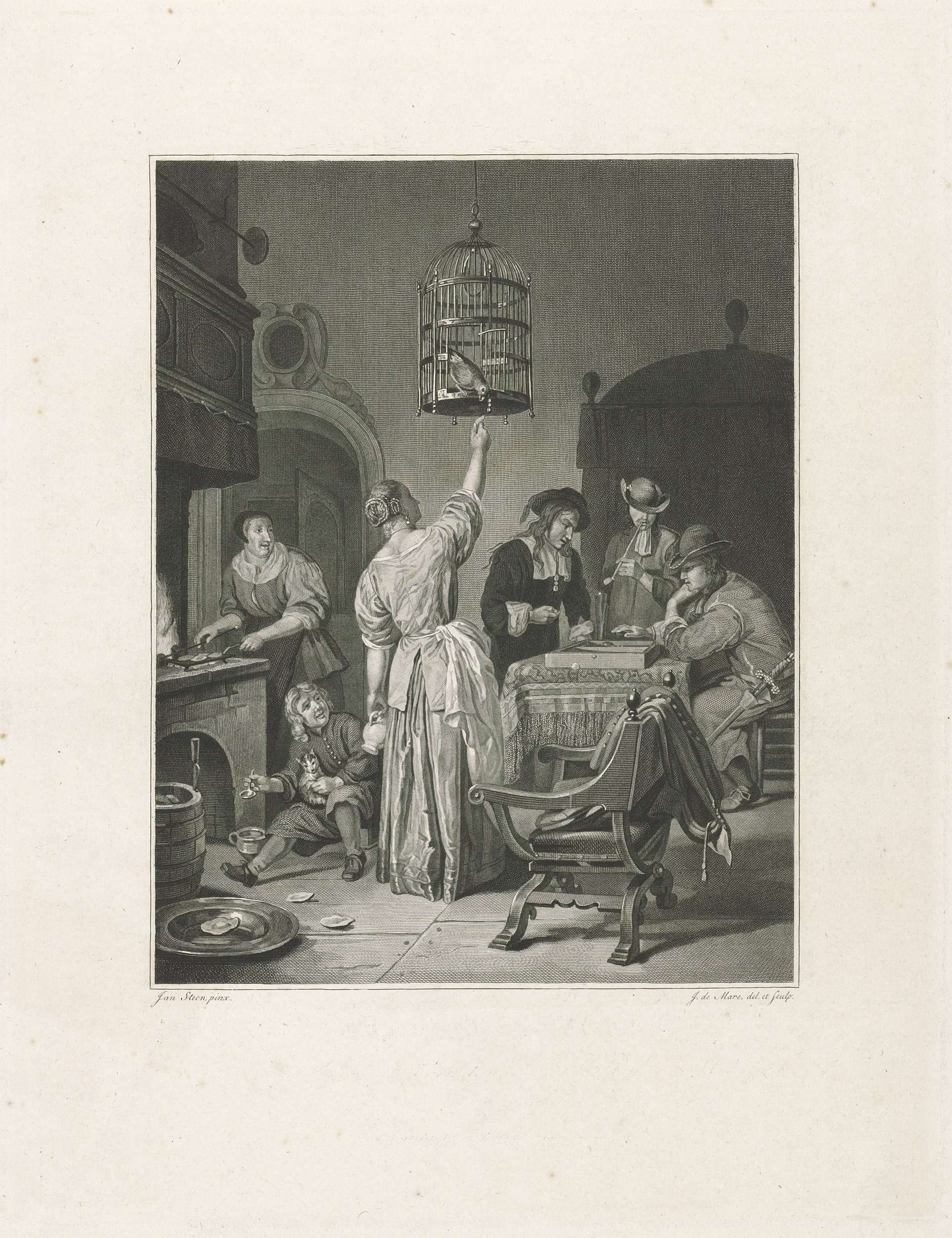
Interieur met een vrouw, die een papegaai voert, eau-forte d'après Jan Steen (Rijksmuseum).

Johannes de Mare est né le 26 octobre 1806 à Amsterdam (royaume de Hollande). Il est le fils d'Abram George de Mare (1779-1867) et de Jasperina de Vries (1781-1842).
Âgé de 14 ans, il commence son apprentissage auprès du peintre Pieter van der Meulen (1780-1858). À partir de 1823, il étudie la gravure auprès de Philippus Velijn, puis se rend à Paris pour étudier l'art de peindre auprès d'Ingres et la gravure auprès de Benoît Taurel. Il entre ensuite à l'Académie royale (Koninklijke Academie). Diplômé en 1829, il remporte un an plus tôt le prix de Rome néerlandais en gravure. Il est à Londres en 1831-1832. Puis il réside à Paris entre 1833 et 1840, où naît son fils Tiburce de Mare, issu de son mariage en 1838 avec Marie Antoinette Louise Élisabeth de Milhau (1811-1879).
Naturalisé français, Tiburce devient peintre et graveur, ayant comme premier professeur, son père. Après un séjour à La Haye puis à Versailles, Johannes de Mare devient membre correspondant de l'Académie royale néerlandaise des arts et des sciences (1848-1851), puis embarque pour New York en 1855 où il réside jusqu'en 1861. Il finit ses jours à Saint-Germain-en-Laye, rue des Arcades, où il meurt le 11 juin 1889.

## Œuvre
Son travail consiste essentiellement en gravures de reproduction d'une grande précision de trait. Il copie les œuvres peintes des maîtres hollandais et les chefs-d'œuvre français du XVIIIe siècle. Il laisse aussi quelques paysages et portraits.